# Josa bryantae
Josa bryantae är en spindelart som först beskrevs av Lodovico di Caporiacco 1955.  Josa bryantae ingår i släktet Josa och familjen spökspindlar.
Artens utbredningsområde är Venezuela. Inga underarter finns listade i Catalogue of Life.